# St. Barbara (1977)
St. Barbara – statek badawczy będący własnością cypryjskiej spółki Miliana Shipping Company Ltd., której właścicielem jest LOTOS Petrobaltic S.A.;  świadczył usługi geotechniczne na rzecz LOTOS Petrobaltic S.A.. Zezłomowany w 2017 roku.
Do zadań jednostki należały między innymi:
- prace geologiczno-geotechniczne i geologiczno-poszukiwawcze
- prace dokumentacyjne
- geotechnika
- geofizyka
- batymetria
- radionawigacja
- ochrona przeciwrozlewowa

Statek jako pierwszy zidentyfikował duży obiekt na dnie Bałtyku od dawna znany miejscowym rybakom jako wrak lotniskowca Graf Zeppelin.